# Radio Gambia
Radio Gambia (français : Radio Gambie) est le radio diffuseur national de la Gambie. Fondée en 1962, il est devenu la première station radio en Gambie. 

## Histoire
Radio Gambia a été le premier média diffuseur de la Gambie à la suite de son etablissement en 1962. Depuis sa création, sa base historique a toujours été Bakau.
Fondée au cours de la période coloniale avec l'aide de conseillers d'Angleterre, presque tous ses programmes dans ses premières années ont été rediffusés de programmes dans d'autres parties de l'Afrique et l'Angleterre. Cette stratégie a continué juste après l'indépendance en 1965. Bien qu'il créé ses propres nouvelles, spectacles éducatifs et des programmes musicaux, Radio Gambia initialement dépendait fortement de la BBC pour la programmation
Le 4 octobre 1973, l'Office de Radiodiffusion Télévision du Sénégal (ORTS) qui était en pourparlers avec Radio Gambia sur la production d'un programme de radio conjointe, fondée sur l'histoire du Sénégambie, et de diffusion dans les langues locales est venu à un accord, et le premier enregistrement du programme Cossani Sénégambie (l'histoire de la Sénégambie) a été faite.  Cossani Sénégambie a été le premier de son genre dans la Sénégambie histoire de la radiodiffusion et a été un succès. En Gambie, le programme a été mené par Alhaji Alieu Ebrima Cham Joof (l'historien chevronné, ancien directeur des programmes et responsable des langues locales à Radio Gambia), Alhaji Assan Njie (présentateur de Radio Gambia), Alhaji Mansour Njie (historien et présentateur de Radio Gambia) et Alhaji Ousman Secka,. À la suite d'un décret par le goverment gambienne en décembre 1995, Radio Gambia a fusionné avec la station de télévision nationale première du pays et est devenu la Gambia Radio & Television Service (GRTS)
« Le programme Chossanie Sénégambie ... a une audience plus élevée en Gambie et au Sénégal que n'importe quelle émission diffusée par d'autres ORTS et Radio Gambia. Il est le seul programme qui va dans la culture des gens eux-mêmes et de leur parler de l'histoire de leurs ancêtres ».
Alhaji Alieu Ebrima Cham Joof